# Rauvolfia mombasiana
Rauvolfia mombasiana är en oleanderväxtart som beskrevs av Otto Stapf. Rauvolfia mombasiana ingår i släktet Rauvolfia och familjen oleanderväxter. Inga underarter finns listade i Catalogue of Life.